# Colias flaveola
Colias flaveola är en fjärilsart som beskrevs av Blanchard 1852. Colias flaveola ingår i släktet Colias och familjen vitfjärilar. Inga underarter finns listade i Catalogue of Life.